# Jan-Olov Liljenzin
Jan-Olov Liljenzin, född 20 oktober 1936, död den 20 november 2019, var en svensk kemist och professor.
Liljenzin disputerade 1969 vid Chalmers tekniska högskola. Han var under 1980-talet professor i kemi vid Universitetet i Oslo och var 1988–2002 professor i kärnkemi vid Chalmers.
Liljenzin var medförfattare till Radiochemistry and nuclear chemistry som 2013 utkom i sin fjärde utgåva. Han var medförfattare till ett stort antal vetenskapliga artiklar inom företrädesvis kärnkemi med tillämpningar som till exempel separationsprocesser för kärnavfall och kemiska förlopp vid kärnkraftsolyckor. Hans publicering hade 2017 ett h-index på 20.
Han medverkade med forskning, analys och kartläggning av tänkbara kemiska förlopp vid kärnkraftsolyckor vid framtagandet av haverifilter för de svenska kärnkraftverken på 1980-talet.
Liljenzin uttalade skepsis över IPCC:s slutsatser att koldioxidhalten i atmosfären accelererar och de tolkningar som vissa klimatforskare gjort av koldioxidmätningar.
Han var ledamot av Ingenjörsvetenskapsakademien sedan 1991 och av Kungliga Vetenskaps- och Vitterhetssamhället i Göteborg sedan 1992.